# 岡辰喜
岡 辰喜（おか たつき、1868年3月24日（明治元年2月12日） - 1924年（大正13年）7月22日）は、日本の政治家。衆議院議員（2期）。

## 経歴
熊本県出身。漢学と法律を学ぶ。青藍学社を興し教育事業に力を尽くし、厚生社を創立し、地方工業の発展に努めた。東亜同志会幹事、東亜通商協会評議員兼顧問、熊本県教育会特別会員などを務めた。
1915年の第12回衆議院議員総選挙において熊本県郡部から立憲同志会公認で立候補して初当選。続く1917年の第13回衆議院議員総選挙でも再選した。1918年に選挙法違反、詐欺財取事件で有罪となり禁錮1年の実刑判決、2期目途中で議員辞職した。これにより勲四等及び大礼記念章を褫奪された。1924年死去。